# Культура Саудівської Аравії

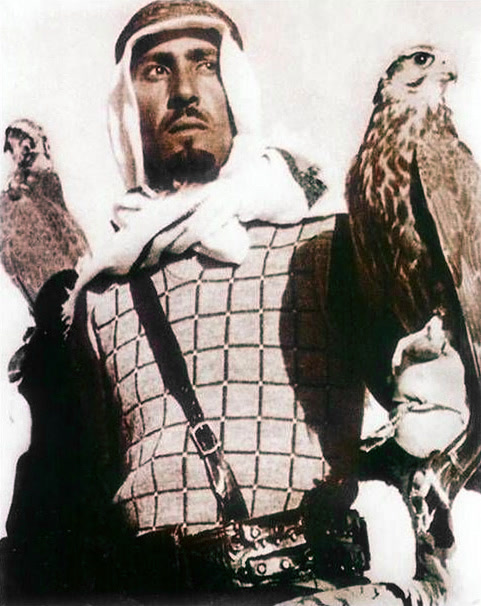
Король Абдулла практикує соколарство, традиційне переслідування в Саудівській Аравії

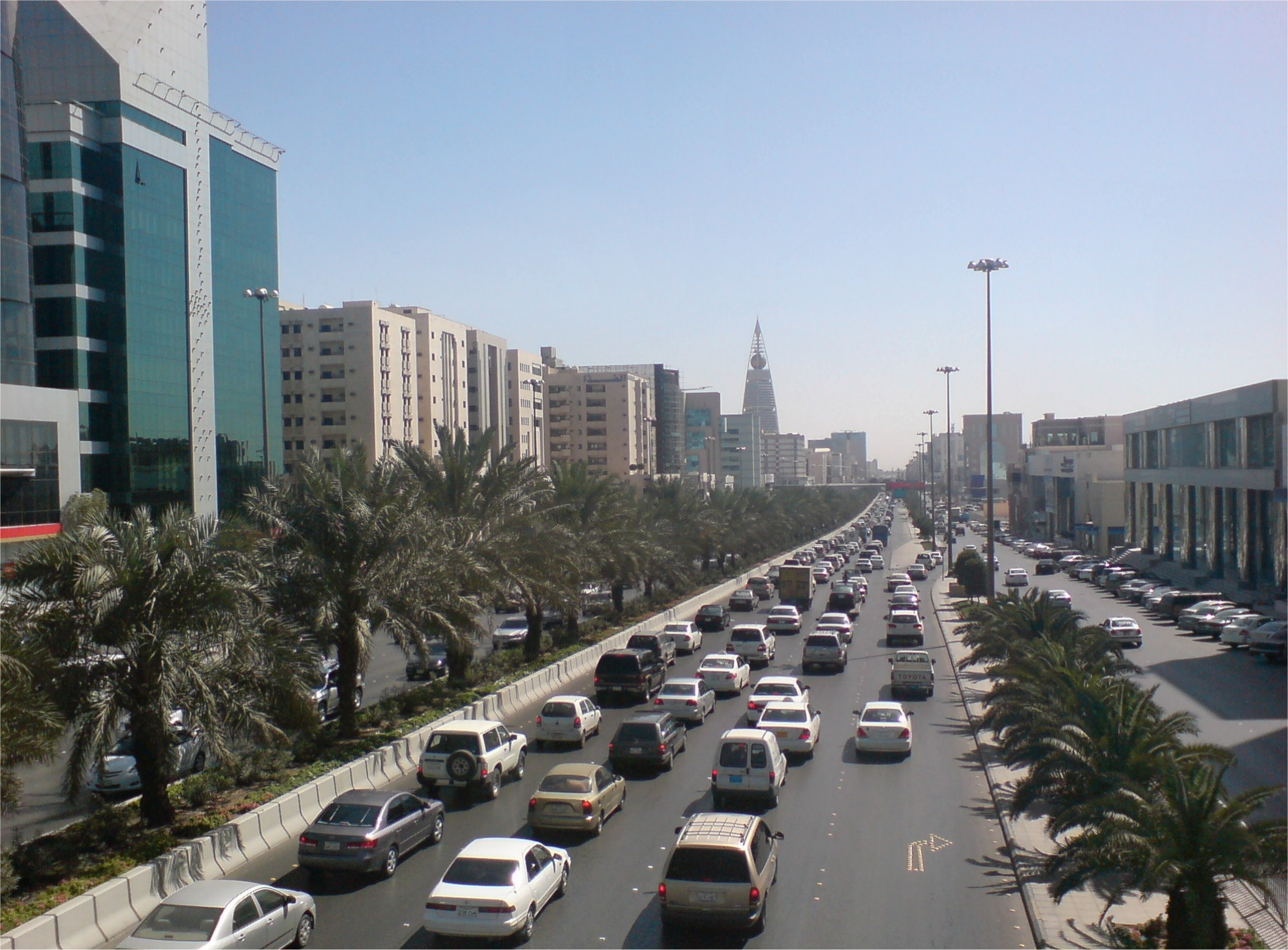
Дорога короля Фаха в Ер-Ріяді

На культурну обстановку Саудівської Аравії сильно впливає арабська та ісламська культура . Загалом суспільство глибоко релігійне, консервативне, традиційне та сімейне. Багато поглядів і традицій є багатовіковими, що походять від арабської цивілізації та ісламської спадщини. Однак на її культуру також вплинули швидкі зміни, оскільки країна перетворилася з збіднілого кочового суспільства на багатого товаровиробника лише за кілька років у 1970-х. На цю зміну вплинули також ряд факторів, включаючи комунікаційну революцію та зовнішні стипендії. Самим останнім правителем або королем Саудівської Аравії є король Салман . 
В країні переважає ісламський рух ваххабітів, який виник у XVIII столітті і інколи його називають суворо пуританським. Дотримуючись принципу " насолоджуватися добрим і забороняти неправильне ", існує багато обмежень і заборон щодо поведінки та одягу, які суворо виконуються як юридично, так і соціально, часто більше, ніж в інших мусульманських країнах. Однак останнім часом уряд скасував багато традиційних обмежень, у тому числі дозволяє жінкам керувати автомобілем. З іншого боку, в країні заборонені речі, які не дозволяються ісламом, наприклад, вживання алкогольних напоїв.
У щоденному житті переважає дотримання ісламу. П’ять разів на день мусульман покликають на молитву з мінаретів мечетей, розкиданих по всій країні. Оскільки п'ятниця - найсвятіший день для мусульман, вихідні - п’ятниця-субота.  Відповідно до доктрини вахабізму, лише два релігійні свята, Ід аль-Фітр та Ід аль-Адха, були публічно визнані до 2006 року, коли не було релігійним святом, національним святом 23 вересня (який відзначає об'єднання королівства ) було запроваджено знову .  

## Релігія

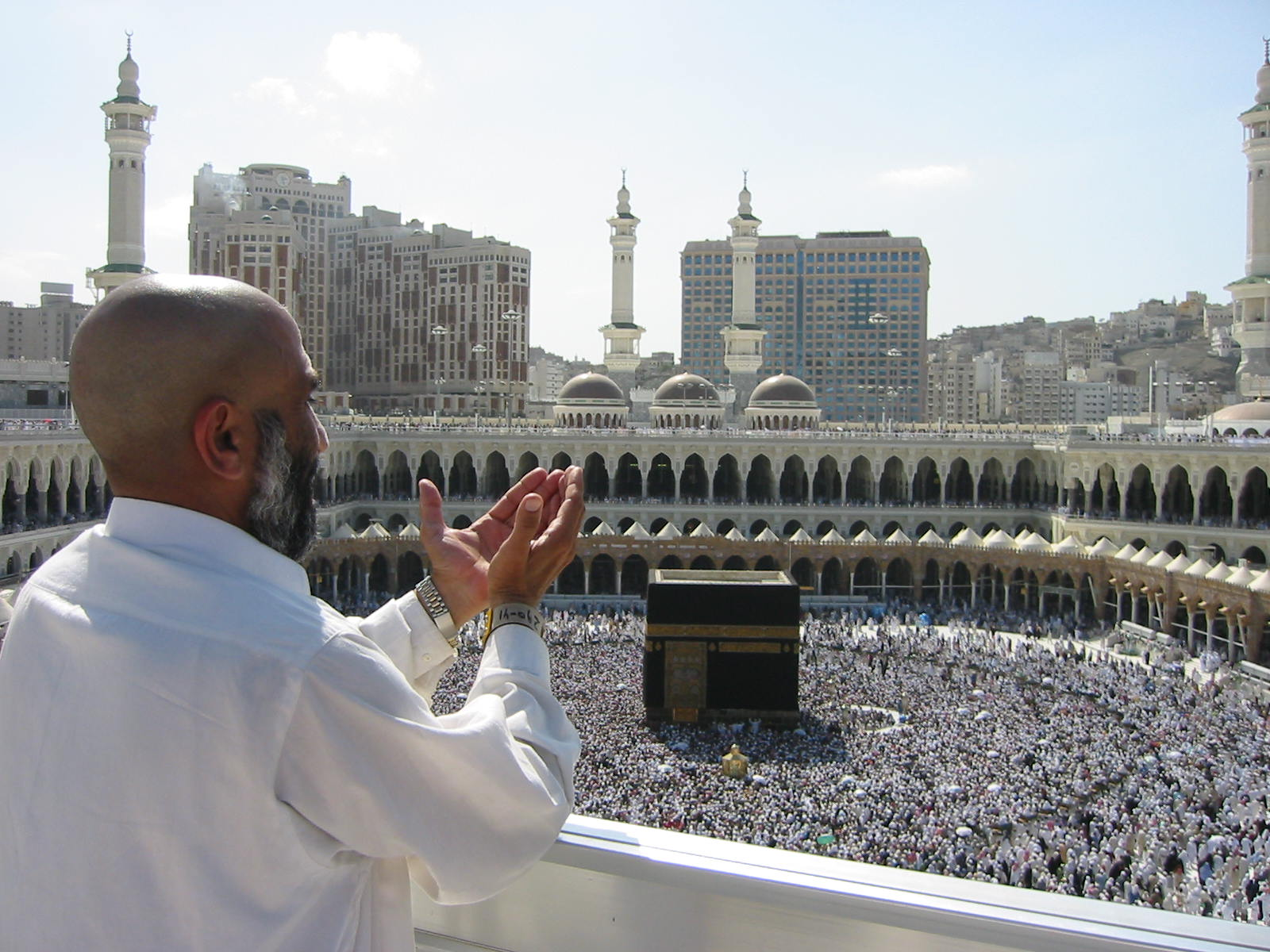
Молитва паломника в Масджид Аль Харам, Мекка

Землі Хіджазів, зокрема Мекка та Медіна, - це місця, де вперше був встановлений іслам. Таким чином, більшість їх населення становлять мусульмани. Більше того, Коран вважається конституцією Саудівської Аравії, а ісламський закон "шарія" є основним правовим джерелом. У Саудівській Аравії іслам не просто політично дотримується урядом, але він також має великий вплив на культуру та повсякденне життя громадян.  

### Релігійна демографія
85 - 90% громадян Саудівської Аравії є мусульманами-сунітами, тоді як 10-15% належать до школи шиїтів. 80% шиїтів складають дванадцятьох людей, які живуть у східній провінції Саудівської Аравії та Медіни. У провінції Найран проживає приблизно 700 000 сіянських сіян. Більш того, більшість емігрантів у Саудівській Аравії також є мусульманами. 

#### Ісламські ритуали в громаді
На відміну від багатьох інших мусульманських країн, Саудівська Аравія дотримується суворої версії ісламу, де, наприклад, чоловіки та жінки відокремлено навчаються в університетах.  Інший приклад суворого дотримання ісламських цінностей - те, що жінкам потрібно носити традиційну «абаю» (довгу сукню з повним покриттям).  Крім того, Саудівська Аравія - єдина мусульманська країна, де магазини та інші громадські приміщення потрібно закривати під час молитви, яка проходить п’ять разів на день, бо працівники та клієнти теж йдуть молитися.  Також в країні існує  "релігійна поліція " (також знана як Haia або Mutaween ), яка патрулює вулиці.

##### Використовуваний календар
В країні не використовуються міжнародний григоріанський календар, а натомість діє місячний ісламський календар, коли початок кожного місяця визначається не достроково астрономічним розрахунком, а лише після того, як півмісяць буде помічений належними релігійними органами.  Державні працівники урядового сектора отримували зарплату не за міжнародним григоріанським календарем, а за місячним ісламським календарем. Однак за григоріанським календарем працюють багато міжнародних компаній, що знаходяться в країні. Більше того, до 2016 року в Саудівській Аравії було проведено ряд реформ. Одна з них: використання григоріанського календаря для оплати державних службовців. Цей захід вжито для зменшення державних витрат, оскільки працівники втратили 11 днів оплати. 
Вихідні дні
П’ятниця - найсвятіший день для мусульман. Таким чином, вихідні в Саудівській Аравії були четвер-п’ятниця.    У 2013 році покійний король Абдула Аль-Сауд видав королівський наказ, яким змінив вихідні на п’ятницю-суботу.  Цей крок був зроблений для зменшення ефекту дайверів, яким раніше страждав саудівський бізнес через різницю в будні та вихідні дні між Саудівською Аравією та іншими регіональними та міжнародними партнерами.  У п’ятницю, як і всі інші мусульмани, саудівці відвідують молитву Джомуа, яка проводиться до полудня і супроводжується проповіддю. 

## Суспільне життя та звичаї

### Бедуїн
Значна частина первісних мешканців території, на якій зараз знаходиться Саудівська Аравія, були пустельними кочівниками, відомими як бедуїни . Вони залишаються значною і дуже впливовою меншиною корінного населення Саудівської Аравії, хоча багато хто, що називає себе "беду", більше не займається традиційними племінними заходами пасти овець і верхи на верблюдах.  За словами авторів Харві Триппа та Пітера Норта, Бедуїн складає більшу частину судової влади, релігійних лідерів та Національної гвардії (яка захищає трон) країни. Бедуїнська культура "активно" зберігається урядом.

### Одяг

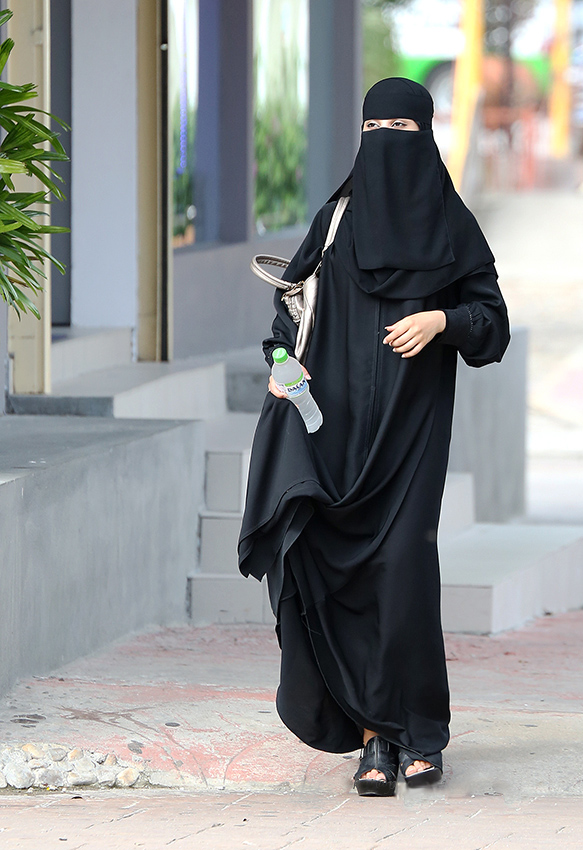
Саудівська жінка, що носить нікаб в Ер-Ріяді. Відповідно до законодавства Саудівської Аравії, жінки зобов’язані носити абаю, але нікаб і хіджаб необов'язкові.

## Шлюб
Традиційно в Саудівській Аравії (та інших країнах Перської затоки) сім’ї влаштовують шлюби з плем'ям  чи міркуваннями сім’ї, а не західними / сучасними ідеями романтичної любові та самоідентичності.  Синів і дочок заохочують одружуватися на кузенах чи інших родичах, щоб збільшити та зміцнити" розширену сім'ю чи плем'я  або періодично одружуватися на іншому племені. Принаймні, у 90-х роках більшість шлюбів у Саудівській Аравії були "рідними" - це між близькими родичами, іноді двоюрідними братом  .Шлюби між двоюрідними братами в Саудівській Аравії є одним з найвищих показників у світі.  Ця практика наводиться як фактор підвищення частоти цукрового діабету 2 типу (який вражає близько 32% дорослих саудівців), гіпертонії (що вражає 33%),  та вищих показників важких генетичних захворювань, таких як муковісцидоз або розлад крові,  таласемія, серпоподібноклітинна анемія, спинномозкова мускульна атрофія, глухота та приглушеність.    Як наслідок частих подібних шлюбів, генетичне консультування є зростаючою сферою в Саудівській Аравії. 
Традиційно чоловіки, у яких було більше однієї дружини ( полігінія ), були "досить поширеними", але шлюб ставав все моногамнішим, оскільки доходи зменшувалися, а західні уявлення про взаємну сумісність між чоловіком і дружиною здобули певну популярність. 

#### Етапи одруження

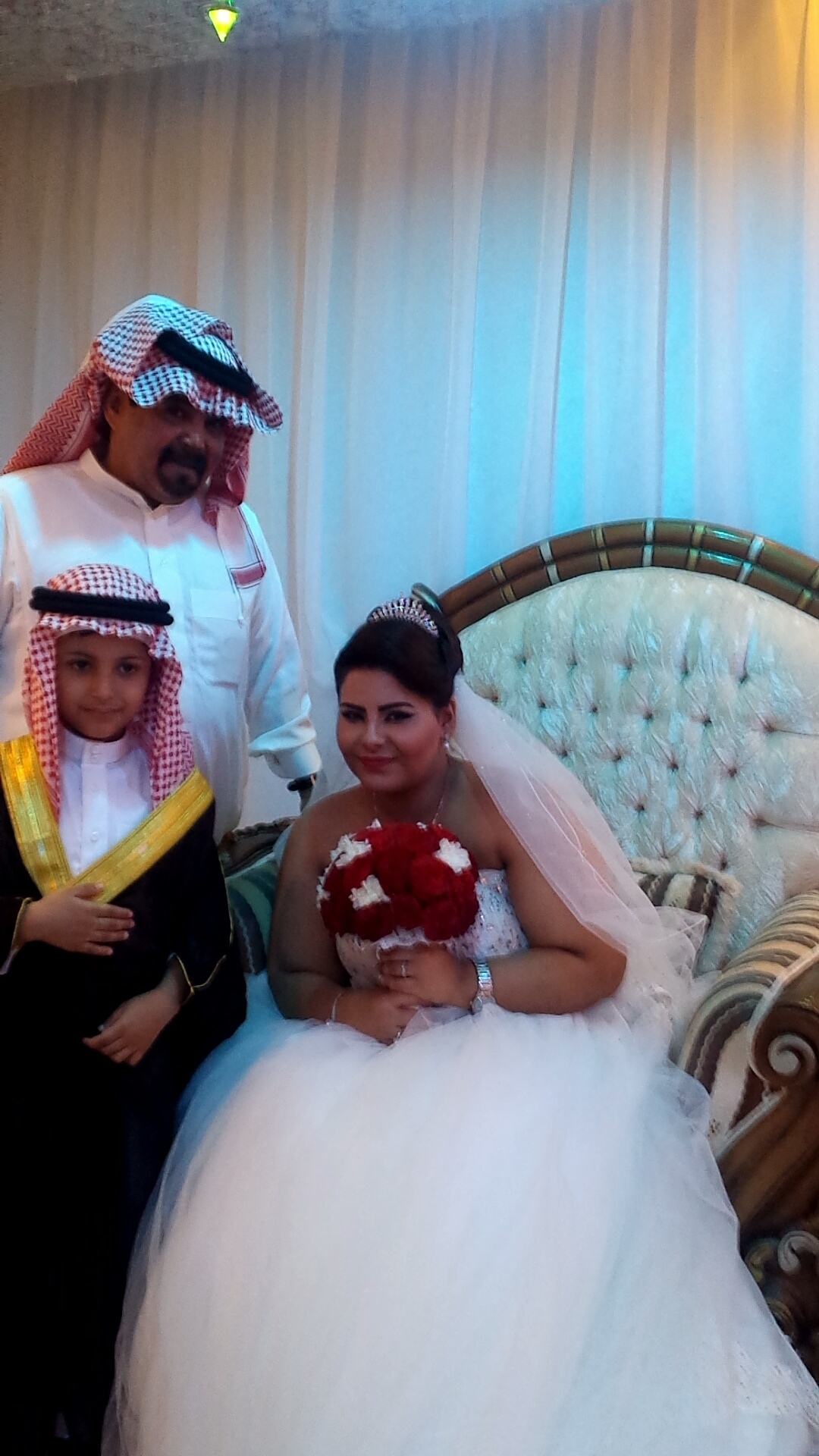
Весілля в Саудівській Аравії

- Пропозиція: традиційно старший лідер майбутнього нареченого повідомляє матері майбутньої нареченої про свої наміри. Після цього обидві сім'ї визначають, чи був би шлюб підходящим чи ні. [25]
- Перегляд (Shawfa): якщо згоду дають дві родини, нареченій офіційно дозволяється побачити нареченого.
- Шлюбний контракт (Milka): якщо перегляд не зупиняє весільні плани, кількість посагу (махр) та інші умови обговорюються по перспективному нареченому і батька (або законного опікуна чоловічої статі) майбутньої нареченої, і виконуються (затверджується), як правило, імамом мечеті, свідками чого є два свідки-чоловіки (або один чоловік і дві жінки) і записані каді. Махра набагато вища для незайманої, ніж для розлученої чи вдови.[26] За словами колишнього дипломата Керола Флемінга, станом на 2008 рік типовий саудівський мах був типово 70 000 сар (близько 18 660 доларів США) для незайманої та 20 000 сар (близько 5 330 доларів США) для не-діви (тобто вдови або розлученої жінки).[27] (Як стверджують деякі спостерігачі - Харві Трипп та Пітер Норт, "неодруженим невірячим може бути щастя втекти своїм життям".)
- Зустріч сімей (Шабка): це "гала" вечірка обох сімей, влаштована сім'єю нареченої, в цей час наречений дарує нареченій посаг та обручку разом з іншими подарунками.
- Заручини (Махтуй, Хатуб або Махтубайн): вибір дати для весіль (одна для чоловіків і одна для жінок).
- Вечірка з хною або "Ніч хни": вечірка, заснована на прикрасі рук і ніг нареченої пастою, виготовленою з хни, "традиційним весільним звичаєм на всьому Аравійському півострові" та інших місцях у мусульманському світі.[28]
- Весільні торжества (`Irs, Zaffaf або Zawaj): зазвичай приходять через півроку до року після прийняття весільної пропозиції. В окремих весільних торжествах для чоловіків і жінок беруть участь сім’я, близькі друзі та шановні гості. Традиційно їх проводили в будинках, але сьогодні зазвичай проводять у великих готельних бальних залах або спеціальних весільних залах.[29] Кожна вечірка зазвичай складається з великого обіду, на якому подається смажене ягня чи дитячий верблюд над рисом або тріснею пшеницею, подається на підлозі, що починається після "Іші". Традиційна вітальна фраза, яку гості говорять нареченому, - «від вас гроші; від неї діти.' Чоловіча вечірка закінчується після обіду, але наречений та члени чоловічої статі його та найближчої родини нареченої потім вирушають на жіночу вечірку. Жіноча вечірка триває довше, ніж чоловіча, більш вишукано прикрашена, крім їжі - музика, спів та танці. Близько півночі, наречений і інші члени сім'ї чоловічої статі прибувають і оголошуються серед завивання або zaghārīt (високий Разрубатель звуку) з жінок. Потім інші люди відходять, але наречений сидить біля нареченої на маргаритці, поки вечірка триває. Деякі весільні торжества можуть тривати кілька днів, але нареченому потрібно відвідувати лише першу ніч. Після всіх урочистостей пара традиційно супроводжується до свого нового будинку  або виїжджає на медовий місяць. На деяких весіллях пара вперше зустрічається в заключну ніч урочистостей. Повернувшись з медового місяця, якщо у них є, пара або влаштувалася додому з батьками нареченого, і "стають членами багатодітної сім'ї, або, як це все частіше, влаштовуються додому самі".

#### Шлюби з іноземцями
Хоча жінці-мусульманці заборонено одружуватися з немусульманським чоловіком, зворотне дозволено, хоча немусульманським жінкам часто настійно рекомендується перейти до ісламу. Було багато випадків, коли іноземні жінки одружуються на арабах і виявляють, що вони не в змозі пережити обмеження місцевої культури, а  вирішивши розлучитися і виявивши, що Саудівський батько має опіку в своїй країні.

## Права ЛГБТ
Саудівська Аравія - одна з десяти країн, де гомосексуальність карається смертю (побиття камінням може бути застосоване до одружених чоловіків, які вчинили гомосексуальні вчинки, або будь-яких немусульман, одружених чи неодружених, які вчиняють гомосексуальні вчинки з мусульманином ) а також штрафи, бичування, тюремний термін за перше правопорушення.

## Культура харчування

### Манери за столом
Каву часто подають з великою церемонією, і прийнято випивати одразу дві-три чашки, щоб вказати на пощану напою.  Гостям вважається хорошим манером гостя їсти від душі. 

### Харчові джерела
Саудівська Аравія - пустельна країна, де можна знайти багато оаз. Відповідно, в країні висаджено понад 18 мільйонів пальм та фінікових дерев - 600 мільйонів фунтів. Таким чином, фініки вважаються одним із головних і постійних фруктів в Саудівській Аравії, особливо в Рамадан, коли фініки їдять на заході сонця, щоб швидко їх зламати. Крім того, фініки їдять як закуску, і багато саудівських десертів роблять з фініків.  Окрім фініків, у Саудівській Аравії висаджують численні види рослин, серед яких пшениця, рис, боби, кавун та інші. У країні також вирощують тварин, таких як кози, вівці, корови та верблюди. 

## Дивитися також
- Арабська культура

## Зовнішні посилання
- Міжнародний звіт про свободу віросповідання за 2010 рік
- Консульський інформаційний лист
- Саудівська Аравія культурного профілю
- Показ мод жіночої спадщини Аравія [Архівовано 26 лютого 2020 у Wayback Machine.]
- Саудівські жінки розбивають стелю білизни [Архівовано 16 листопада 2019 у Wayback Machine.]